# Mine de charbon d'Alexandre à Senjski Rudnik
La mine de charbon d'Alexandre à Senjski Rudnik (en serbe cyrillique : Александров поткоп у Сењском руднику ; en serbe latin : Aleksandrov potkop u Senjskom rudniku) se trouve à Senjski Rudnik, dans la municipalité de Despotovac et dans le district de Pomoravlje, en Serbie. Elle est inscrite sur la liste des monuments culturels de grande importance de la République de Serbie (identifiant no SK 606).

## Présentation

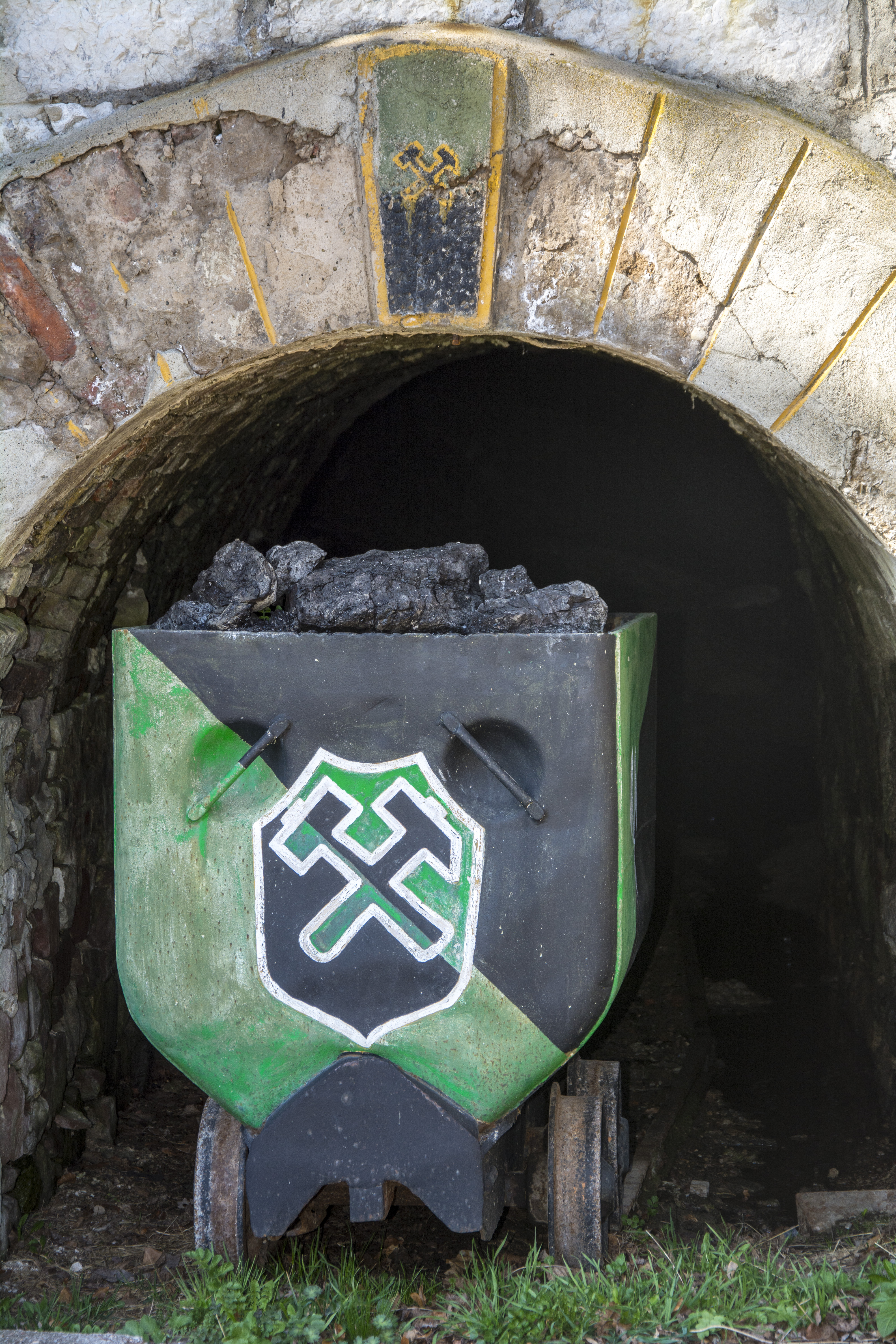
Détail de l'entrée de la mine.

Jusqu'au milieu du XIXe siècle et jusqu'à l'ouverture de la vieille fonderie de Kragujevac, le charbon n'avait aucune véritable valeur ; en revanche, la situation a changé quand la fonderie en est devenue une grande consommatrice. La découverte de la mine est due à un certain Lazar Pandurović, qui, en gardant son troupeau de cochons, a trouvé une pierre noire qu'il a allumée accidentellement. Un ingénieur venu de Syrmie, Vasilije Božić, a confirmé la présence sur le site d'un grand gisement de houille.
Les premiers mineurs venus de Majdanpek sont arrivés au printemps 1853. Au cours des premières années, une route a été ouverte jusqu'à Senj puis, en 1892, une ligne de chemin de fer à voie étroite a été construite jusqu'à Ćuprija.
L'entrée de la mine a été construite en 1860. Elle est constituée d'un arc en pierre taillée ; les murs latéraux devant l'entrée sont inclinés de manière à consolider le terrain et l'accès au tunnel minier ; ils sont construits en pierres concassées.
Le bâtiment administratif au-dessus de l'entrée est constitué de colombages et sa partie centrale repose sur des fondations posées sur l'arc. Le bâtiment lui-même est formé d'une pièce avec une entrée et trois fenêtres sur l'avant. Devant l'entrée se trouve une zone d'activité de 50 m sur 60 m, utilisée pour le chargement du charbon. La mine dispose aussi de baraquements pour la réparation et la maintenance des machines, ainsi qu'un entrepôt central.
Des travaux de restauration ont été réalisés entre 1984 et 1987, dans la perspective de l'ouverture du Musée de l'industrie minière du charbon de Senjski Rudnik.